# Nicole Priesching
Nicole Priesching (* 1973 in Köln) ist eine deutsche Kirchenhistorikerin.

## Leben und Wirken
Von 1993 bis 2002 studierte Nicole Priesching an der Universität Tübingen Katholische Theologie und Neuere Geschichte. 1999 erfolgte der Abschluss im Fach Theologie (Diplom) und 2002 im Fach Geschichte (Magister). Im Jahr 2003 wurde sie mit der Arbeit Maria Mörl (1812–1868). Leben und Bedeutung einer ‚stigmatisierten Jungfrau‘ im Kontext ultramontaner Frömmigkeit bei Andreas Holzem an der Katholisch-Theologischen Fakultät der Universität Tübingen promoviert. Von 2004 bis 2010 arbeitete sie als wissenschaftliche Assistentin am Lehrstuhl von Hubert Wolf an der Universität Münster. Dort habilitierte sie sich 2009 im Fach Mittlere und Neuere Kirchengeschichte. Als Sprecherin moderierte sie von 2006 bis 2014 zusammen mit Andreas Henkelmann den Schwerter Arbeitskreis Katholizismusforschung. Nach Lehraufträgen und Lehrstuhlvertretungen an den Universitäten Saarbrücken, Würzburg und Tübingen erfolgte der Ruf auf die Professur (W3) für Kirchengeschichte und Religionsgeschichte an der Universität Paderborn.
Nicole Prieschings Forschungsschwerpunkte sind die Geschichte der Frömmigkeit, der Sklaverei sowie des Katholizismus in der Neuzeit. Seit 2017 ist sie Vorsitzende der Kommission für kirchliche Zeitgeschichte des Erzbistums Paderborn.

## Projekte
- 2011 bis 2015 DFG-Projekt „Theologie und Sklaverei von der Antike bis zur Frühen Neuzeit“ an der Universität Paderborn (zusammen mit Heike Grieser, Johannes-Gutenberg-Universität Mainz)[3]
- seit 2016 Forschungsprojekt „Aufarbeitung des Nachlasses von Lorenz Kardinal Jaeger“[4]
- seit 2020 Forschungsprojekt „Missbrauch im Erzbistum Paderborn – Eine kirchenhistorische Einordnung. Die Amtszeiten von Lorenz Jaeger und Johannes Joachim Degenhardt (1941–2002)“[5]
- seit 2020 Leiterin des Teilprojekts B.1.1 „‚Das mütterlich starke Empfinden geht durch wirklich erworbenes Bildungsgut nicht verloren.‘ Akademisierung und Professionalisierung von Frauen“ in der Forschungsgruppe 2973 „Katholischsein in der Bundesrepublik Deutschland. Semantiken, Praktiken und Emotionen in der westdeutschen Gesellschaft 1965–1989/90“[6]

## Veröffentlichungen (Auswahl)
- Maria von Mörl (1812–1868). Leben und Bedeutung einer „stigmatisierten Jungfrau“ aus Tirol im Kontext ultramontaner Frömmigkeit. Weger, Brixen 2004, ISBN 88-85831-97-4 (zugleich: Dissertation).
- Von Menschenfängern und Menschenfischern. Sklaverei und Loskauf im Kirchenstaat des 16.–18. Jahrhunderts (= Sklaverei – Knechtschaft – Zwangsarbeit. Bd. 10). Georg Olms Verlag, Hildesheim (u. a.) 2012, ISBN 978-3-487-14807-6 (zugleich: Habilitations-Schrift).
- Sklaverei in der Neuzeit (= Geschichte Kompakt.). Wissenschaftliche Buchgesellschaft, Darmstadt 2014, ISBN 978-3-534-25483-5.
- Sklaverei im Urteil der Jesuiten (= Sklaverei – Knechtschaft – Zwangsarbeit. Bd. 15). Georg Olms Verlag, Hildesheim (u. a.) 2017, ISBN 978-3-487-15556-2.
- Aufbruch in Grenzen. Akademisierung und Professionalisierung „weiblicher Berufe“ am Beispiel der Katholischen Fachhochschule Nordrhein-Westfalen 1970–1989. Zus. mit Andreas Henkelmann, Pia Nordblom, Derya Özdemir. Brill/Schöningh, Paderborn 2024, ISBN 978-3-506-79461-1.